# Stara Hańcza
Stara Hańcza – kolonia w Polsce położona w województwie podlaskim, w powiecie suwalskim, w gminie Wiżajny. Leży na północnym brzegu jeziora Hańcza.
Za Królestwa Polskiego istniała gmina Hańcza Stara.
W latach 1975–1998 miejscowość administracyjnie należała do województwa suwalskiego.

## Zabytki
Do rejestru zabytków Narodowego Instytutu Dziedzictwa wpisane są następujące obiekty:
- park dworski, XIX wiek (nr rej.: 599 z 10.11.1988) z ruinami dawnego dworu